# Dalechampia viridissima
Dalechampia viridissima är en törelväxtart som beskrevs av Grady Linder Webster. Dalechampia viridissima ingår i släktet Dalechampia och familjen törelväxter. Inga underarter finns listade i Catalogue of Life.